# Allorhynchium carbonarium
Allorhynchium carbonarium är en stekelart som först beskrevs av Henri Saussure 1857.  Allorhynchium carbonarium ingår i släktet Allorhynchium och familjen Eumenidae. Inga underarter finns listade i Catalogue of Life.